# جيمس هاي ريد
جيمس هاي ريد (10 سبتمبر 1853 - 17 يونيو 1927)، قاضي محلي بالولايات المتحدة في محكمة مقاطعة الولايات المتحدة للمنطقة الغربية من ولاية بنسلفانيا. أسس مع شريكه فيلاندر سي نوكس شركة المحاماة Knox and Reed.